# Wuhan Greenland Center

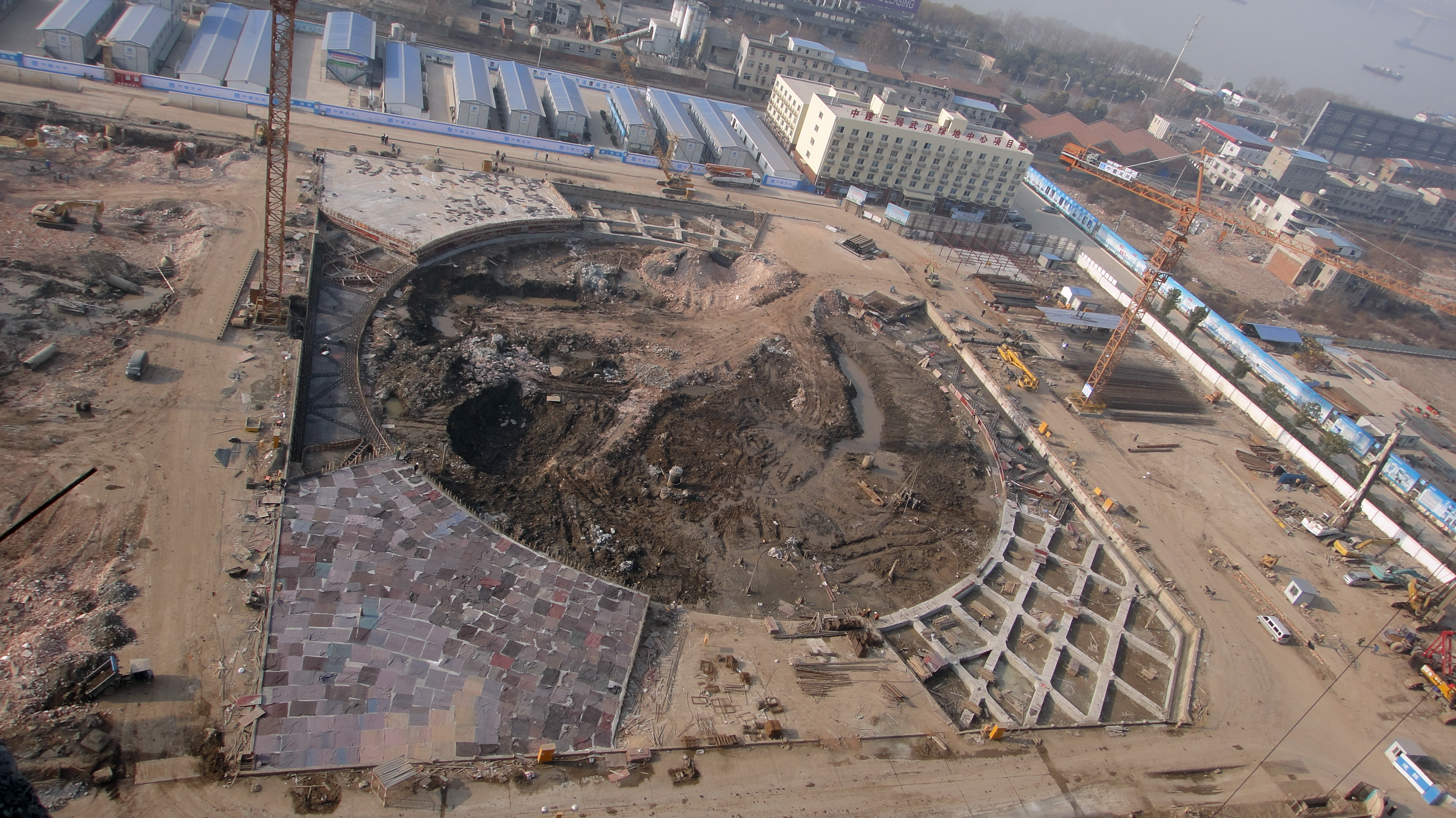
bouwsite in 2013

Wuhan Greenland Center (Chinees: 武汉绿地中心) is een 476 meter hoge wolkenkrabber in Wuhan, China. De toren was oorspronkelijk gepland om 636 meter hoog te zijn, maar werd halverwege de bouw opnieuw ontworpen.
Het gebouw werd ontworpen door Adrian Smith + Gordon Gill Architecture in samenwerking met Thornton Tomasetti Engineers voor de ingenieurstechnieken. Het consortium won de ontwerpwedstrijd om de toren te bouwen voor Greenland Group, een vastgoedontwikkelaar die eigendom is van het stadsbestuur van Shanghai. De bouw begon in 2012 en was na de aanpassing van plannen en bouwhoogte medio 2017 nog meerdere keren tijdelijk gestopt, met redenen variërend van financiële problemen tot de coronapandemie. Het gebouw bereikte uiteindelijk eind 2020 zijn hoogste punt en werd in 2022 opgeleverd. Het bouwwerk werd in 2023 in gebruik genomen. Het Wuhan Greenland Center is het hoogste gebouw van Centraal-China met een kostprijs van 4,5 miljard dollar, een bouwkost die onder meer door de meerdere aanpassingen en vertragingen sterk was gestegen.
In het bouwwerk zijn 84 liften geïnstalleerd. Ondergronds zijn er 1.051 parkeerplaatsen. Op het dak is een helikopterplatform.